# بير جورج شوتز
بير جورج شوتز (بالسويدية: Per Georg Scheutz)‏ هو محامي ومخترع ومترجم سويدي، ولد في يوم 23 سبتمبر عام 1785 وتُوفي في 22 مايو عام 1873، وكان أبرز ما عُرف به هو ريادته وتميزه في مجال التكنولوجيا الحاسوبية آنذاك.

## حياته
درس شوتز القانون والحقوق في جامعة لوند، وتخرج في عام 1805. ثم عمل كخبير قانوني ومترجم حيث قام بترجمة العديد من أعمال ويليام شكسبير والسير والتر سكوت وكان ذلك قبل تحوله بشكل نهائي إلى السياسة الليبرالية والهندسة الميكانيكية.

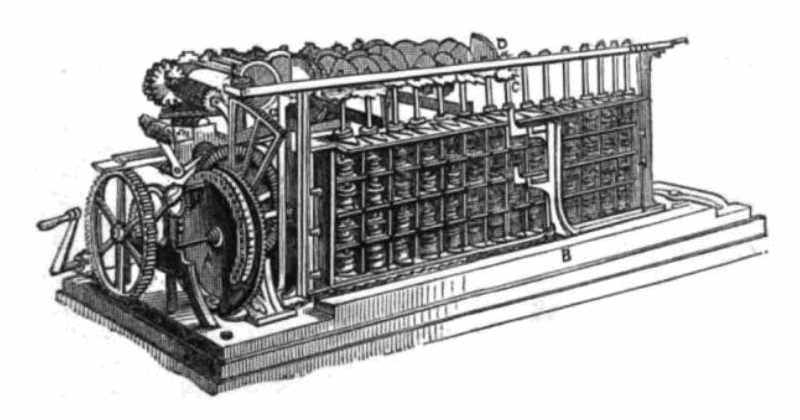
الآلة الحسابية الخاصة ببير جورج شوتز

وكان أكثر ما عُرف به وجعله مشهورًا آنذاك هو آلة الحساب التفارقية الخاصة به، الذي اخترعها في عام 1837 وانتهى من تصنيعها في عام 1843. هذه الآلة التي شيدها مع ابنه إيدفارد تشاوز، كانت تعتمد على محرك تشارلز بابيج للفروزق وفي عام 1851، حصلوا على تمويل مالي من الحكومة لبناء نموذج مُحسن ومُعدل، تم إنشاؤه عام 1853 (كان بحجم البيانو تقريبًا)، وتم عرضه لاحقًا في المعرض العالمي في باريس عام 1855. وتم بيع الجهاز في عام 1856 إلى المرصد الألباني دودلي في مدينة نيويورك.
و في عام 1857 ، أمرت الحكومة البريطانية ببناء وتصنيع نموذج آخر، بنته شركة دونكين عام 1859.
كانت الآلة تلك تقوم بتكوين وتصنيع جداول لوغاريتمية، وفي حين أن الآلة لم تكن مثالية ولم تكن قادرة على إنتاج جداول كاملة كبيرة، أعاد مارتن ويبرغ تصنيع الآلة من الألف إلى الياء وفي عام 1875 أنشئا جهازًا مدمجًا يقوم بطباعة جداول كاملة.
وفي عام 1856 تم اختيار بير جورج شوتز ليكون عضوًا في الأكاديمية الملكية السويدية للعلوم.

## طالع أيضًا
- مارتن ويبرغ
- الخط الزمني للحوسبة من 2400 ق.م.-1949م

## اقرأ أيضًا
- Michael Lingren (1990). Glory and Failure: The Difference Engines of Johann Müller, Charles Babbage and Georg and Edvard Scheutz. MIT Press. ISBN:978-0-262-12146-0. مؤرشف من الأصل في 2020-02-04. اطلع عليه بتاريخ 2013-04-27.
- Mario G. Losano (ed.), Scheutz: La macchina alle differenze. Un secolo di calcolo automatico, Etas Libri, Milano 1974, pp. 164.
- Lindgren, M. (1 Dec 1990). "The Swedish difference engines". CWI Quarterly (بالإنجليزية). 3 (4). ISSN:0922-5366. Archived from the original on 2019-04-02.
- "William Farr Publishes the First Instances of a Printing Calculator Used to Do Original Work (1857 – 1864)". www.historyofinformation.com (بالإنجليزية). Archived from the original on 2017-06-12. Retrieved 2017-08-29.